# ISO 9001
ISO 9001:2008 Sustav upravljanja kvalitetom - Zahtjevi je norma od oko 30 stranica koju je objavila organizacija ISO. Sadržaj norme:
- Stranica iv: Predgovor
- Stranice v do vii: Odjeljak 0 Uvod
- Stranice 1 do 14: Zahtjevi
  - Odjeljak 1: Područje primjene
  - Odjeljak 2: Upućivanje na druge norme
  - Odjeljak 3: Nazivi i definicije
  - Odjeljak 4: Sustav upravljanja kvalitetom
  - Odjeljak 5: Odgovornost uprave
  - Odjeljak 6: Upravljanje resursima
  - Odjeljak 7: Realizacija proizvoda
  - Odjeljak 8: Mjerenje, analiza i poboljšanje
- Stranice 15 do 22: Tablice usporedbe norme ISO 9001 i ostalih norma
- Stranica 23: Literatura

Prije nego što certifikacijska organizacija izda ili obnovi certifikat, auditor mora potvrditi je li tvrtka koju se auditira implementirala elemente norme navedene u odjeljcima 4 do 8. Elementi iz odjeljaka 1 do 3 ne procjenjuju se izravno, no s obzirom na to da pružaju kontekst ostatka norme i dalje ga određuju, obavezno se uzimaju u obzir.
Norma zahtijeva pridržavanje sljedećih postupaka koji se dokumentiraju:
- Upravljanje dokumentima (4.2.3)
- Upravljanje zapisima (4.2.4)
- Unutrašnja ocjena (8.2.2)
- Upravljanje nesukladnostima (8.3)
- Popravne radnje (8.5.2)
- Preventivne radnje (8.5.3)

Uz ove postupke, norma ISO 9001:2008 zahtijeva da tvrtka dokumentira i ostale postupke koje zahtijeva svakodnevni rad. Norma također zahtijeva da tvrtku izda dokumentiranu politiku kvalitete, priručnik kvalitete (koji može sadržavati dokumentirane postupke) i brojne ostale zapise u skladu sa zahtjevima norme.

### Nabrajanje
- 4.2 Zahtjevi za dokumentaciju
- 5. Odgovornost uprave
- 5.1 Opredijeljenost uprave
- 5.2 Usmjerenost na kupca
- 5.3 Politika kvalitete
- 5.4 Planiranje
- 5.5 Odgovornost, ovlast i komunikacija
- 5.6 Ocjena uprave
- 6. Upravljanje resursima
- 6.1 Osiguravanje resursa
- 6.2 Ljudski resursi
- 6.3 Infrastruktura
- 6.4 Radna okolina
- 7. Realizacija proizvoda
- 7.1 Planiranje i realizacija proizvoda
- 7.2 Procesi usmjereni prema kupcu
- 7.3 Projektiranje i razvoj
- 7.4 Nabava
- 7.5 Proizvodnja i pružanje usluga
- 7.6 Upravljanje nadzornom i mjernom opremom
- 8. Mjerenje, analiza i poboljšanja
- 8.1 Općenito
- 8.2 Nadzor i mjerenje
- 8.3 Upravljanje nesukladnim proizvodom
- 8.4 Analiza podataka
- 8.5 Poboljšavanje

### Sažetak norme ISO 9001:2008
- Politika kvalitete službena je izjava uprave usko povezana s poslovnim i marketinškim planom te potrebama klijenta.
- Politiku kvalitete na svim razinama prihvaćaju svi zaposlenici. Svaki zaposlenik radi s ciljem ostvarivanja mjerljivih ciljeva.
- Sustav kvalitete redovito se revidira i auditira za sukladnost i učinkovitost.
- Tvrtka odlučuje o sustavu kvalitete temeljem zabilježenih podataka.
- Zapisi prikazuju na koji je način i gdje sirovina obrađena kako bi se lakše našao izvor mogućih problema.
- Tvrtka utvrđuje zahtjeve klijenata.
- Tvrtka je također stvorila sustave komunikacije s klijentima za pružanje podataka o proizvodima, upitima, ugovorima, narudžbama, povratnim informacijama i primjedbama.
- Prilikom razvijanja novih proizvoda, tvrtka planira stupnjeve razvoja koje prati prikladno testiranje svakog stupnja. Testira i bilježi odgovara li određeni proizvod zahtjevima dizajna, odredbama i potrebama klijenta.
- Tvrtka redovito pregledava učinak pomoću unutarnjih revizija i sastanaka. Također određuje funkcionira li sustav i može li biti poboljšan. Postupci se dokumentiraju za potrebe unutarnje revizije.
- Tvrtka vodi računa o prošlim problemima kao i o mogućim budućim problemima. Bilježi te aktivnosti i odluke proizašle iz njih te prati njihovu učinkovitost.
- Tvrtka koristi dokumentirane postupke za rješavanje problema stvarne i moguće nesukladnosti (problemi s dobavljačima, klijentima ili unutarnji problemi).
- Tvrtka vodi računa:
  1. Da ni jedan klijent ne koristi loš proizvod;
  2. O zbrinjavanju lošeg proizvoda;
  3. O rješavanju uzroka pojedinog problema, te
  4. O korištenju dokumentacije kao sredstva poboljšavanja sustava.